# 光栄養細菌
光栄養細菌（ひかりえいようさいきん、英語: phototrophic bacteria）は、光栄養生物の中で細菌の範疇に入る生物の総称である。酸素発生型光合成をする藍色細菌（シアノバクテリア）および酸素非発生型光合成を行う紅色細菌、紅色非硫黄細菌、緑色滑走性細菌（クロロフレクサス）、ヘリアバクテリアなどの菌群を含む。酸素非発生型の光栄養細菌の大部分は嫌気性あるいは通性嫌気性の光合成細菌であるが、ヘリオバクテリアのように光合成能がない細菌も認められている。また、生育に酸素を要求する好気性酸素非発生型光栄養細菌（aerobic anoxygenic phototrophic bacteria）も存在する。このような好気性光栄養細菌は慣習的に好気性光合成細菌と呼ばれてきたが、実際に光合成能が認められている菌種は少ない。